# Oberhaag
Oberhaag ist eine Gemeinde mit 2021 Einwohnern (Stand 1. Jänner 2025) im Bezirk Leibnitz im österreichischen Bundesland Steiermark. Der Name leitet sich von Haag, einem umfriedeten Gebiet, ab.

## Geografie
Oberhaag liegt im Saggautal zwischen Eibiswald und Arnfels in der Steiermark. Fünf Kilometer der Gemeindegrenze sind zugleich Staatsgrenze zu Slowenien.
Am 8. Juli 2022 eröffnete der Grenzübergang von Oberhaag in Lieschen / Großlieschen nach Brezni Vrh, Slowenien.

### Gemeindegliederung
Das Gemeindegebiet umfasst sieben Ortschaften und Katastralgemeinden (Fläche Stand 31. Dezember 2023 , Bevölkerung Stand 1. Jänner 2025):
- Altenbach (171 Ew.; 696,69 ha)
- Hardegg (147 Ew.; 586,84 ha)
- Kitzelsdorf (210 Ew.; 283,1 ha)
- Krast (209 Ew.; 216,28 ha)
- Lieschen (Aussprache /ˈliːʃən/; 363 Ew.; 558,49 ha)
- Obergreith (268 Ew.; 757,03 ha)
- Oberhaag (653 Ew.; 489,3 ha)

### Nachbargemeinden
| Sankt Martin im Sulmtal (DL) | Gleinstätten                                | Sankt Johann im Saggautal |
| Eibiswald (DL)               | Kompassrose, die auf Nachbargemeinden zeigt | Arnfels Leutschach        |
|                              | Slowenien                                   |                           |

## Geschichte
Erstmals wurde das Gebiet um Oberhaag in einer Urkunde erwähnt, in der der Hochfreie „Reinbertus von Muorekke“ (Mureck) Güter „in superiori hage“ (Oberhaag) dem Stift St. Paul im Lavanttal widmet. Die zahlreichen Burgställe „im haag“ waren zu Freihöfen und Ansitzen von sogenannten „Ein-Schild-Rittern“ geworden, die damals die politische Verwaltung des Landes darstellten.
Darunter werden 1170 auch die Brüder von Kohlberg (heute ein Ortsteil von Oberhaag) in einer Leibnitzer Pfarrurkunde erwähnt, in denen auch die Pfarren Sankt Johann im Saggautal und Eibiswald genannt werden, die damals zur Mutterpfarre Leibnitz gehörten. Nach der Errichtung der Pfarre 1788 gehörte Oberhaag zu Pfarre Arnfels. 1795 wurde schließlich die erste Dorfkapelle errichtet.
Die Ortsgemeinden als autonome Körperschaften entstand 1850, aber erst 1878 wurde Oberhaag von Arnfels gelöst und zu einer selbständigen Gemeinde erhoben. Dabei wurden die Katastralgemeinden Maltschach, Altenbach, Hardegg, Kitzelsdorf, Krast, Lieschen, Oberhaag und Obergreuth zur neuen Gemeinde Oberhaag. Oberhaag zählt heute flächenmäßig zu den größeren Gemeinden des Bezirkes Leibnitz. Nach der Annexion Österreichs 1938 kam die Gemeinde zum Reichsgau Steiermark, 1945 bis 1955 war sie Teil der britischen Besatzungszone in Österreich.
Soweit bisher bekannt ist, ist Oberhaag die erste Gemeinde Österreichs, die mit Maria Rothschedl eine Frau als Bürgermeisterin hatte. Am 6. Juni 1946 vermeldete die kommunistische Zeitung Österreichische Volksstimme, dass „die Bauerntochter Maria Rothschädl zur Bürgermeisterin gewählt“ wurde, als erste Bürgermeisterin Österreichs. Sie war damals 24 Jahre alt und Tochter des vorhergehenden Bürgermeisters Josef Rothschedl, der sein Amt zurückgelegt hatte. Nach nur zwei Monaten legte nunmehr sie das Bürgermeisteramt „wegen Krankheit“ zurück. Ihr Nachfolger bis 1955 wurde wiederum ihr Vater Josef. In der öffentlichen Rezeption galt lange Zeit Zenzi Hölzl als erste Bürgermeisterin.

### Bevölkerungsentwicklung
| Oberhaag: Einwohnerzahlen von 1869 bis 2024         | Oberhaag: Einwohnerzahlen von 1869 bis 2024 | Oberhaag: Einwohnerzahlen von 1869 bis 2024 | Oberhaag: Einwohnerzahlen von 1869 bis 2024 | Oberhaag: Einwohnerzahlen von 1869 bis 2024 |
| --------------------------------------------------- | ------------------------------------------- | ------------------------------------------- | ------------------------------------------- | ------------------------------------------- |
| Jahr                                                |                                             |                                             |                                             | Einwohner                                   |
| 1869                                                | 1869                                        |                                             | 2.572                                       | 2.572                                       |
| 1880                                                | 1880                                        |                                             | 2.605                                       | 2.605                                       |
| 1890                                                | 1890                                        |                                             | 2.563                                       | 2.563                                       |
| 1900                                                | 1900                                        |                                             | 2.487                                       | 2.487                                       |
| 1910                                                | 1910                                        |                                             | 2.568                                       | 2.568                                       |
| 1923                                                | 1923                                        |                                             | 2.516                                       | 2.516                                       |
| 1934                                                | 1934                                        |                                             | 2.617                                       | 2.617                                       |
| 1939                                                | 1939                                        |                                             | 2.582                                       | 2.582                                       |
| 1951                                                | 1951                                        |                                             | 2.555                                       | 2.555                                       |
| 1961                                                | 1961                                        |                                             | 2.450                                       | 2.450                                       |
| 1971                                                | 1971                                        |                                             | 2.447                                       | 2.447                                       |
| 1981                                                | 1981                                        |                                             | 2.362                                       | 2.362                                       |
| 1991                                                | 1991                                        |                                             | 2.369                                       | 2.369                                       |
| 2001                                                | 2001                                        |                                             | 2.383                                       | 2.383                                       |
| 2011                                                | 2011                                        |                                             | 2.266                                       | 2.266                                       |
| 2021                                                | 2021                                        |                                             | 2.064                                       | 2.064                                       |
| 2024                                                | 2024                                        |                                             | 2.036                                       | 2.036                                       |
| Quelle(n): Statistik Austria, Gebietsstand 1.1.2021 |                                             |                                             |                                             |                                             |

## Kultur und Sehenswürdigkeiten
- Schloss Thunau

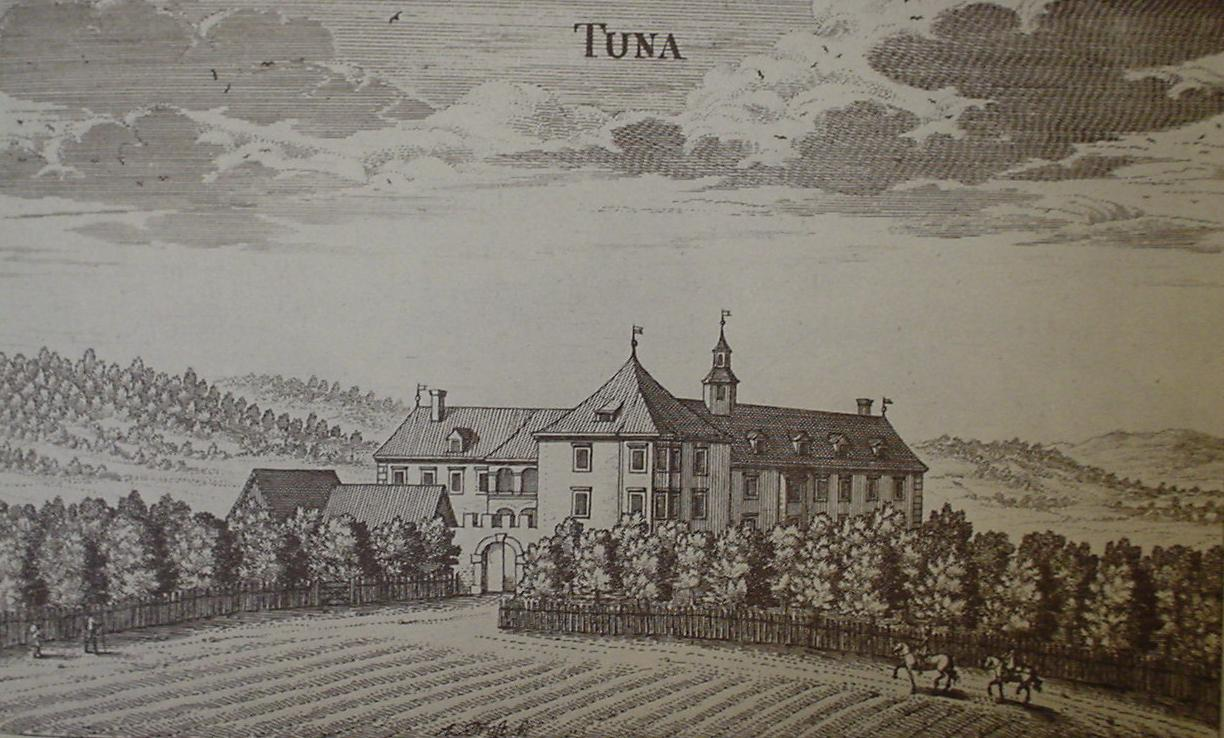
Schloss Thunau, Litho. von Georg Matthäus Vischer (1628–1696)

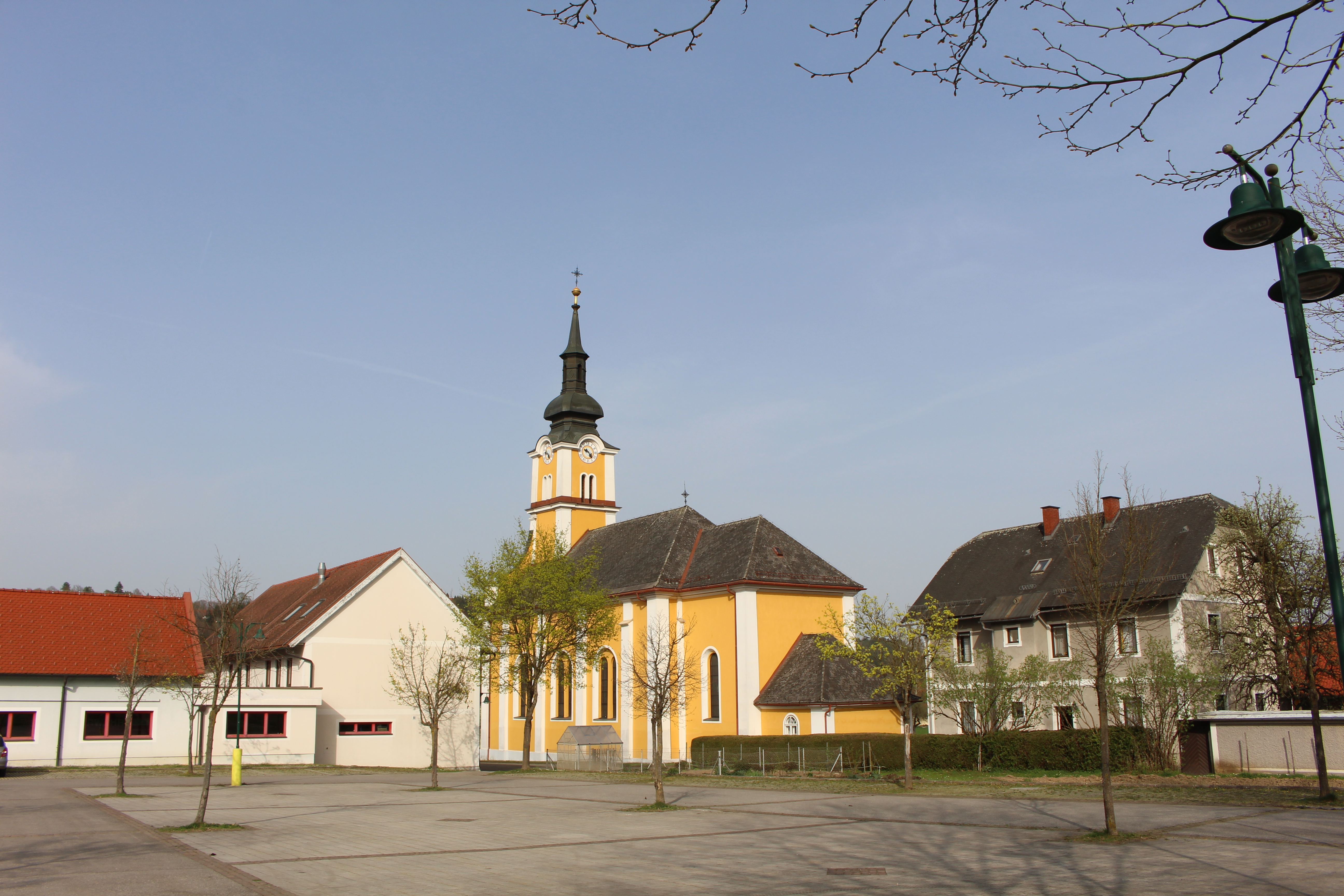
Pfarrkirche Oberhaag

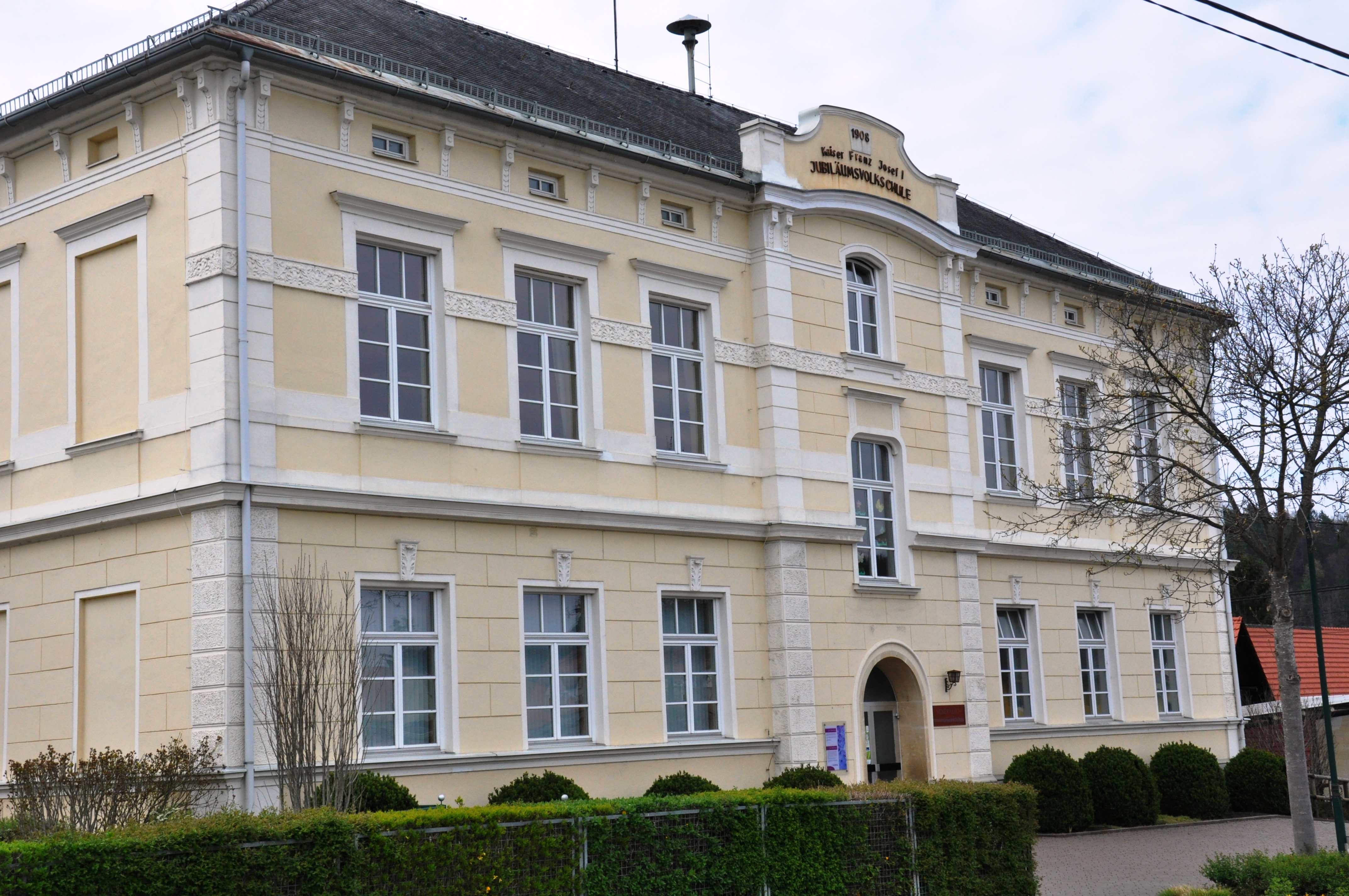
Die „Jubiläums-Volksschule“ in Oberhaag wurde 1908 anlässlich des 60-jährigen Regierungsjubiläums von Kaiser Franz Joseph I. erbaut.

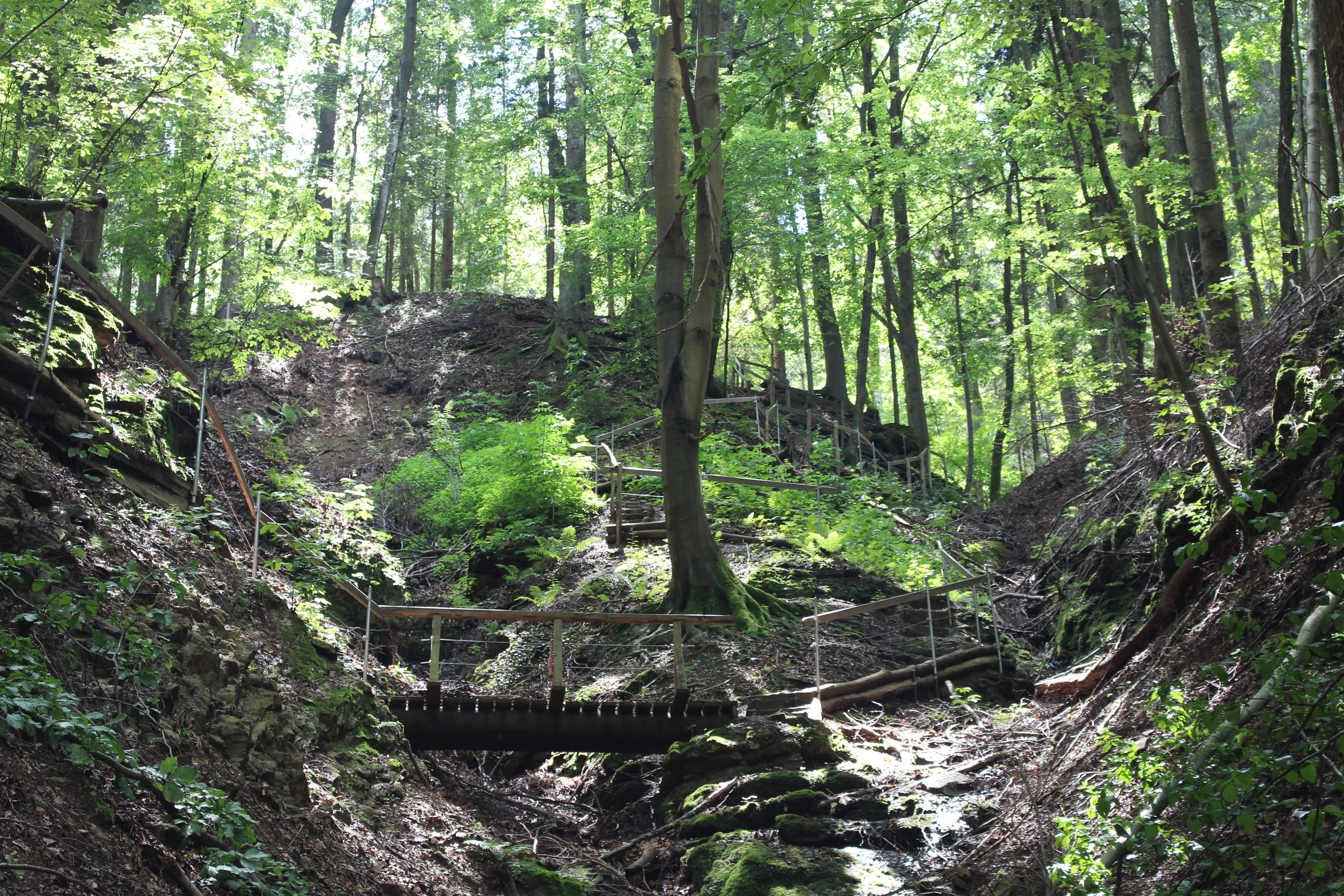
Das Naturjuwel Altenbachklamm weist bei einer Länge von 2,3 km eine Höhendifferenz von knapp 400 Metern auf.

- Katholische Pfarrkirche Oberhaag Mariahilf
- Die Altenbachklamm ist ein Wander- und Ausflugsziel im Naturpark „Südsteirisches Weinland“
- Der Ortsteil Altenbach bei Oberhaag wird mit dem Auftreten der Trud in Verbindung gebracht, die einer schlafenden Bäurin die Luft zum Atmen genommen haben soll. Als Abhilfe wird angegeben, man müsse die Hausschuhe mit den Spitzen zum Bett stellen, auf dass die Trud (die mit verdrehten Füße geschildert wird) diese nicht verwenden könne.[9]

## Wirtschaft und Infrastruktur

### Wirtschaftssektoren
Die folgende Tabelle zeigt die Entwicklung der Anzahl der Betriebe und der Beschäftigten in den Wirtschaftssektoren:
| Wirtschaftssektor            | Anzahl Betriebe | Anzahl Betriebe | Anzahl Betriebe | Erwerbstätige | Erwerbstätige | Erwerbstätige |
| Wirtschaftssektor            | 2021            | 2011            | 2001            | 2021          | 2011          | 2001          |
| ---------------------------- | --------------- | --------------- | --------------- | ------------- | ------------- | ------------- |
| Land- und Forstwirtschaft 1) | 71              | 196             | 255             | 97            | 120           | 90            |
| Produktion                   | 32              | 28              | 23              | 105           | 121           | 85            |
| Dienstleistung               | 78              | 60              | 41              | 255           | 174           | 152           |

1) Betriebe mit Fläche in den Jahren 2010 und 1999, Arbeitsstätten im Jahr 2021

### Verkehr
Die wichtigste Straße ist die Südsteirische Grenz Straße, die nach Westen nach Eibiswald und zum Radlpass und nach Osten ins Murtal führt.

## Politik

### Bürgermeister
Bürgermeister ist Ernst Haring (ÖVP).
Dem Gemeindevorstand gehören weiters der Vizebürgermeister Werner Strohmaier und der Gemeindekassier Erich Kuntner (ÖVP) an.

### Gemeinderat
Der Gemeinderat besteht aus 15 Mitgliedern. Nach dem Ergebnis der 2015 setzt sich dieser wie folgt zusammen:
- 11 ÖVP
- 1 SPÖ
- 2 FPÖ
- 1 Bürgerliste

| Partei          | 2020    | 2020 | 2020    | 2015             | 2015             | 2015             | 2010             | 2010             | 2010             | 2005             | 2005             | 2005             | 2000             | 2000             | 2000             |
| Partei          | Stimmen | %    | Mandate | St.              | %                | M.               | St.              | %                | M.               | St.              | %                | M.               | St.              | %                | M.               |
| --------------- | ------- | ---- | ------- | ---------------- | ---------------- | ---------------- | ---------------- | ---------------- | ---------------- | ---------------- | ---------------- | ---------------- | ---------------- | ---------------- | ---------------- |
| ÖVP             | 781     | 68   | 11      | 924              | 66               | 10               | 1070             | 74               | 11               | 954              | 64               | 10               | 1022             | 70               | 11               |
| SPÖ             | 124     | 11   | 1       | 277              | 20               | 03               | 0372             | 26               | 04               | 530              | 36               | 05               | 0223             | 15               | 02               |
| FPÖ             | 158     | 14   | 2       | 194              | 14               | 2                | nicht kandidiert | nicht kandidiert | nicht kandidiert | nicht kandidiert | nicht kandidiert | nicht kandidiert | 0225             | 15               | 02               |
| Bürgerliste     | 84      | 7    | 1       | nicht kandidiert | nicht kandidiert | nicht kandidiert | nicht kandidiert | nicht kandidiert | nicht kandidiert | nicht kandidiert | nicht kandidiert | nicht kandidiert | nicht kandidiert | nicht kandidiert | nicht kandidiert |
| Wahlberechtigte |         |      |         | 1.880            | 1.880            | 1.880            | 1.960            | 1.960            | 1.960            | 1.930            | 1.930            | 1.930            | 1.797            | 1.797            | 1.797            |
| Wahlbeteiligung | 67 %    | 67 % | 67 %    | 75 %             | 75 %             | 75 %             | 76 %             | 76 %             | 76 %             | 79 %             | 79 %             | 79 %             | 83 %             | 83 %             | 83 %             |

### Tourismusverband
Die Gemeinde bildet gemeinsam mit Ehrenhausen an der Weinstraße, Leutschach an der Weinstraße, Arnfels und Straß in Steiermark den Tourismusverband „Die südsteirische Weinstraße“. Dessen Sitz ist in Leutschach an der Weinstraße.

### Wappen
Der Gemeinde Oberhaag wurde mit Beschluss vom 13. Oktober 1958 der Steiermärkischen Landesregierung das Recht verliehen, ab 1. Jänner 1959 ein Gemeindewappen zu führen.

Blasonierung:
„Im blauen Schild mit silbernem Rand ein rechtsaufgerichtetes silbernes Pferd, links oben und rechts unten von einem silbernen sechsstrahligen Stern begleitet.“

## Persönlichkeiten

### Ehrenbürger
- 1976: Josef Krainer (1930–2016), Landeshauptmann der Steiermark 1980–1996[19]

### Söhne und Töchter der Gemeinde
- Werner Strohmaier (* 1942), Politiker

### Mit der Gemeinde verbundene Persönlichkeiten
- Karl Frodl (1919–2007), Politiker und von 1975 bis 1990 Bürgermeister von Oberhaag

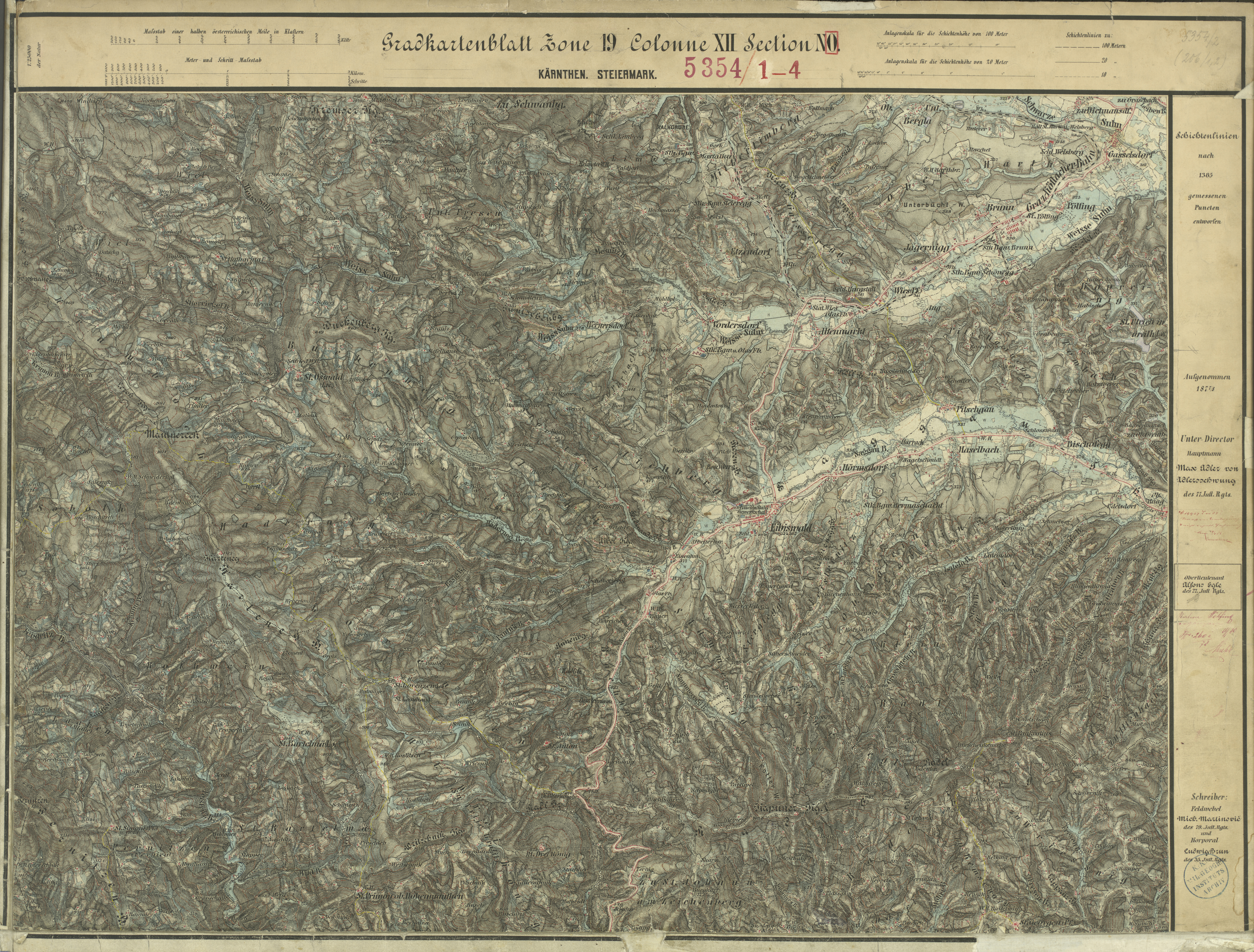
Im Westen von Oberhaag (Aufnahmeblatt der 3. Landesaufnahme), um das Jahr 1879
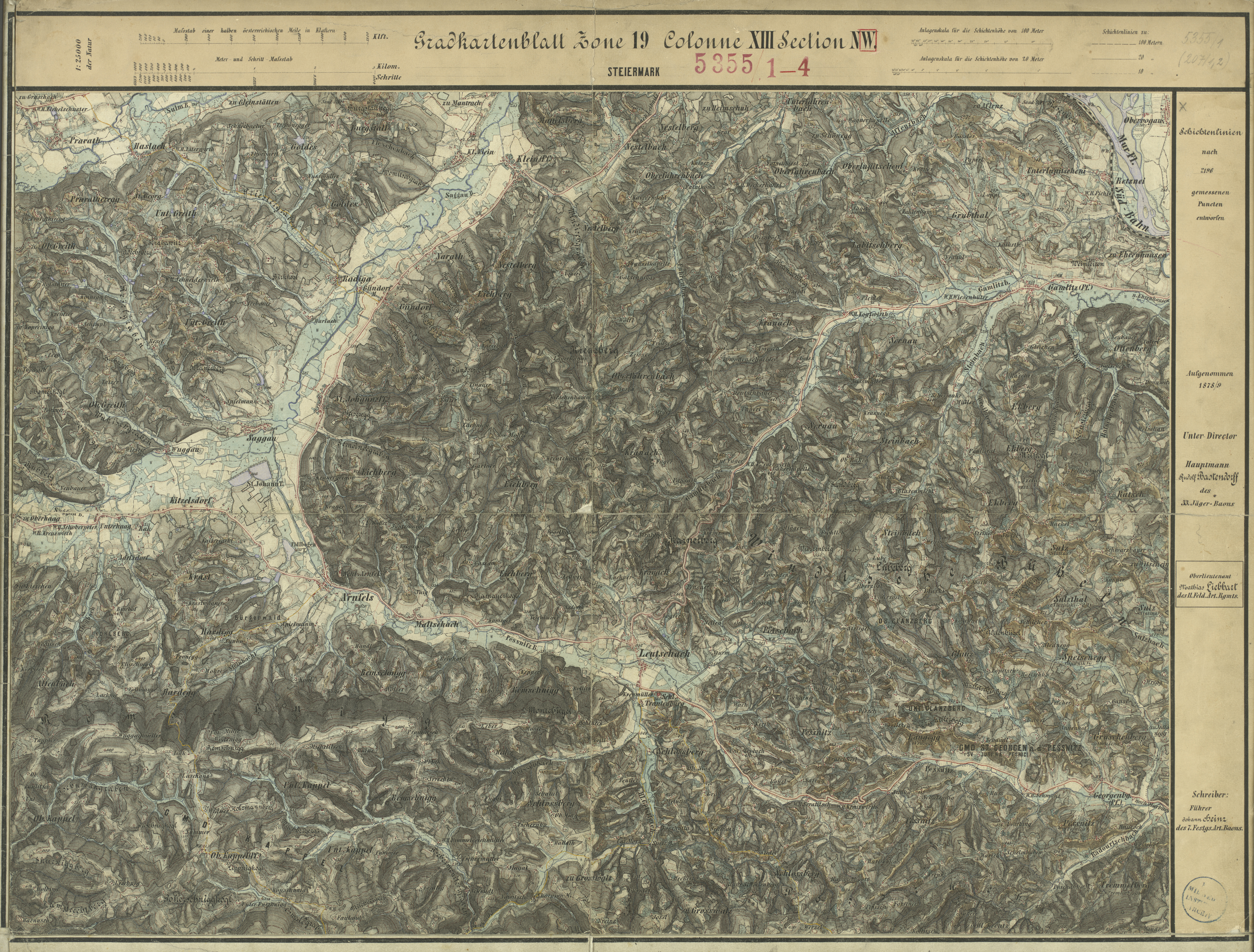
Im Osten von Oberhaag